# Receptionsstycke
Receptionsstycke kallas det konstverk som nya ledamöter av  Konstakademien skall lämna in till Akademien som prov på sitt arbete. Dessa insamlade verk är kärnan i Akademiens konstsamling. Denna regel bestämdes redan 1773 och gäller än idag.  Bland de äldsta receptionsstyckena finns två målningar av Pehr Hilleström.